# Fred Braeutigam
Fred Braeutigam ist ein deutscher Schauspieler, Stuntman und Pyrotechniker. Er gehörte mehrere Jahre zum Ensemble der Karl-May-Spiele Bad Segeberg und seit 1993 zur Crew der Störtebeker-Festspiele.

## Leben
Braeutigam stand erstmals im Alter von vier Jahren auf der Bühne des Hamburger Schauspielhauses und war in den folgenden Jahren in verschiedene Kinderrollen am Theater zu sehen. Als junger Erwachsener wurde er Stuntman und kam so zum Freilichttheater. Nachdem er 1979 in Elspe bei den dortigen Karl-May-Festspielen (heute: Elspe Festival) in Winnetou II mitgewirkt hatte, wechselte er im Folgejahr nach Bad Segeberg zu den Karl-May-Spielen am Kalkberg. Dort übernahm 1981 Klaus-Hagen Latwesen die Regie und Intendanz und setzte auf ein festes Ensemble mit sportlichen Schauspielern und schauspielerisch talentierten Stuntleuten wie Peter Hick, Wilfried Zander, Klaus Schichan und eben Fred Braeutigam, der in den folgenden Jahren für größere Sprechrollen besetzt wurde. Darunter waren Indianerkrieger (z. B. Pida in Winnetou I 1987) sowie lustige Charaktere wie Massa Bob in Unter Geiern (1984) oder Will Parker in Der Ölprinz (1985). Von 1988 bis 1991 stand er gemeinsam mit Film-Winnetou Pierre Brice in der Kalkberg-Arena auf der Bühne, u. a. als Mato Tschako (1988 in Winnetou, der Apache) und erneut zweimal als Massa Bob (1990 in Winnetous letzter Kampf sowie 1991 in Winnetou – Das Vermächtnis). Intendant in Bad Segeberg war zu dieser Zeit Peter Hick, der Braeutigam 1993 zu den neu gegründeten Störtebeker-Festspielen auf Rügen holte. Dort übernahm er ebenfalls komödiantisch angelegte Rollen und verantwortet bis heute die pyrotechnischen Spezialeffekte. 
Als Pyrotechniker verwendet Braeutigam die Künstlernamen „Fred Feuerstein“ bzw. „Fred Feuerstein Braeutigam“.
Braeutigam ist Inhaber der Firma FFB Stunt, mit der er für zahlreiche Film- und Fernsehproduktionen Spezialeffekte realisiert, darunter für Tatort, Notruf Hafenkante, SOKO Wismar oder Großstadtrevier.
Fred Braeutigam lebt in Bad Segeberg. Sein Sohn Tim ist ebenfalls als Stuntman und Pyrotechniker tätig.